# Тунел
Тунелът е подземно или подводно съоръжение за прокарване на пътища (автомобилни, железопътни, канали, метрополитени, водопроводи и др.) под възвишение, планина, остров, река и др.
Съществуват 3 основни способа за изграждане на тунелите: открит, класически и механизиран с помощта на тунелопробивни комплекси, наречени „щитове“ (в България придобили популярност като „къртици“). Характерно за открития способ е, че първоначално се прави дълга траншея (изкоп с големи размери), изгражда се тунелната конструкция и след това се засипва отново отгоре; при класическия тунелен способ (Новоавстрийски метод) тунелът се прокопава в масив, като околните стени на масива се превръщат в основни носещи конструкции.
Всеки тунел се състои от един или два изхода, наречени портали. Изграждането с тунелопробивни машини (къртици) е механизиран, съвременен начин за прокопаване на тунели. Характерното за него е, че не се нарушава околната среда, подходящ е за прокопаване в сложни хидрогеоложки терени и градски плътнозастроени терени. С подобни комплекси е изграждан тунелът под Ламанш, а в България – Софийския метрополитен. С тяхна помощ могат да се изграждат както еднопътни, така и двупътни тунели, както и смесени (железопътни и автомобилни) и двуетажни тунели.